# Daisy Town (Lucky Luke)
Pour les articles homonymes, voir Daisy Town (homonymie).
Daisy Town est la quatre-vingt-septième histoire de la série Lucky Luke par Morris et René Goscinny. Elle est publiée en album en 1983 aux éditions Dargaud en tant que no 20. Cette histoire est l'adaptation du film sorti dans les salles en 1971. Les dessins sont de Pascal Dabère (non crédité) d'après[réf. nécessaire] Morris et le scénario de René Goscinny.
Lucky Luke arrive à Daisy Town, jeune ville du Far West gangrénée par des bandits de tout poil. Nommé shérif, notre héros va débarrasser la ville de toute sa racaille, y chasser les Dalton et la défendre contre les Indiens.

## Personnages
- Lucky Luke : cow-boy solitaire qui accepte de devenir shérif pour chasser les bandits de Daisy Town.
- Les Dalton : Joe, William, Jack et Averell. Ils tentent d'obtenir un poste important pour diriger la ville, mais sont chassés par Lucky Luke. Pour se venger, ils incitent les Indiens à la guerre contre les habitants de Daisy Town.
- Les Indiens : qui font la guerre aux « visages pâles ».
- Le maire : essaie de convaincre Lucky Luke de rester dans sa ville pour y faire régner l'ordre.
- Bones : le croque-mort, toujours heureux des disputes qui lui amènent sa « clientèle »
- La cavalerie : elle arrive au bon moment pour aider les citadins contre les Indiens.
- Le Mexicain : s'endort au début de l'histoire et se réveille à la fin.

## Résumé
Jeune ville du Far West, Daisy Town attire la convoitise de nombreux criminels qui sèment la peur et la pagaille dans ses rues. 
À peine arrivé en ville, et précédé par sa réputation, Lucky Luke endosse le rôle de shérif et débarrasse avec brio Daisy Town de tous les hors-la-loi qui y résidaient. 
Peu de temps après, débarquent les frères Dalton qui décident de s'emparer de Daisy Town. Pour ce faire, ils ont recours à de nombreux stratagèmes visant essentiellement à terroriser la population. Ils sont cependant systématiquement mis en échec par Lucky Luke, qui finit par les chasser de la ville, couverts de goudron et de plumes. 
C'est alors que les Dalton sont capturés par des Indiens. Saisissant l'opportunité, Joe Dalton tente alors d'inspirer au chef Indien la peur de Daisy Town, de sorte que celui-ci déterre la hache de guerre et envoie ses hommes combattre les habitants, tout en gardant les Dalton prisonniers. 
Lucky Luke décide de prendre les choses en main pour défendre Daisy Town en attendant l'intervention de la cavalerie. Arrivée juste à temps sur les lieux, celle-ci permet d'interrompre le combat et de mettre les Indiens en déroute. L'histoire se conclut sur la découverte d'or dans les montagnes ; or vers lequel se rue la totalité des habitants, faisant de Daisy Town une ville fantôme.

## Publication

### Album
Éditions Dargaud, no 20, 1983.

## Anecdotes
Sur la planche numérotée 4A, au début de l'album, une erreur apparaît dans le dessin. En effet, le revolver de Lucky Luke n'est plus dans son ceinturon mais il ne l'a pas non plus en main.
La planche 23B fait un clin d'œil à l'album la Ville fantôme au travers de l'institutrice de Daisy Town qui s'arrête en plein tracé d'un triangle pour se ruer à la conquête de l'or. L'école de Gold Hill dans la planche 17A de La Ville fantôme présente le même dessin après son abandon pour les mêmes raisons. Le titre de la leçon "Le triangle" y est cependant inscrit.
Cet album est à la fois le dernier scénarisé par René Goscinny (décédé en 1977) et où Lucky Luke fume.

## Au cinéma
- En 1971, Daisy Town, film d'animation initialement sorti sous le titre Lucky Luke.
- En 1991, la même histoire a été assez fidèlement reprise dans le film Lucky Luke, de et avec Terence Hill.
- Daisy Town est la ville natale de Lucky Luke dans le film Lucky Luke (2009) de James Huth.

## Source
1. ↑  lambiek.net

- www.lucky-luke.com, « Daisy Town » (consulté le 12 août 2008)
- www.bedetheque.com, « Lucky Luke » (consulté le 12 août 2008)